# 클로이스터스

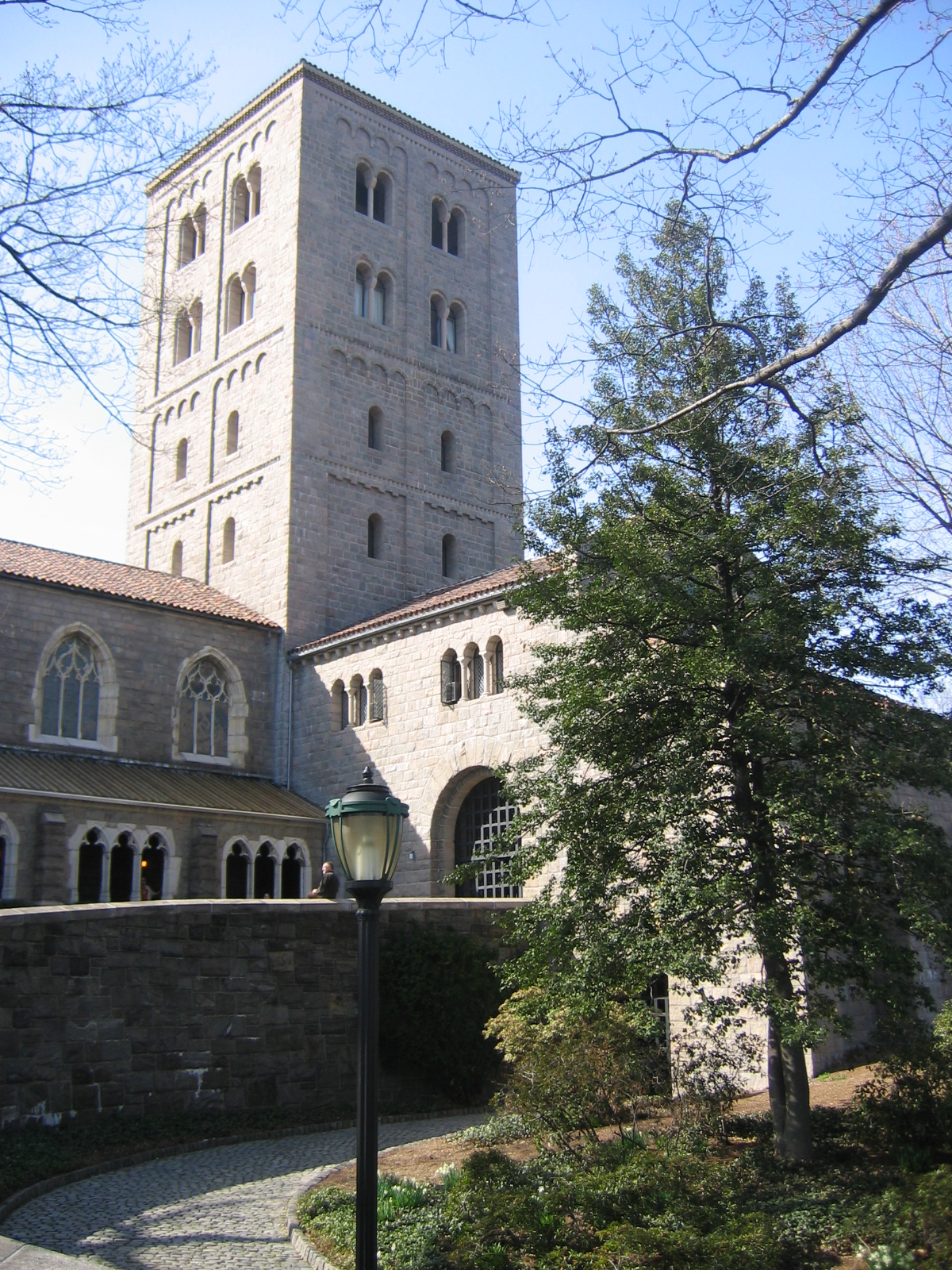
클로이스터스

클로이스터스(The Cloisters)는 뉴욕 워싱턴하이츠의 포트 트라이언 공원에 위치한 미술관이다. 메트로폴리탄 미술관의 분관으로 1930년대에 건축이 시작되어 그 모양은 중세 유럽 시대의 수도원의 건축 양식을 모방하여 디자인되었다. 서양 중세 미술 및 건축 관련 자료가 소장되어 있다.